# Municipio de Riverside (condado de Gage)
El municipio de Riverside (en inglés: Riverside Township) es un municipio ubicado en el condado de Gage en el estado estadounidense de Nebraska. En el año 2010 tenía una población de 448 habitantes y una densidad poblacional de 5,21 personas por km².

## Geografía
El municipio de Riverside se encuentra ubicado en las coordenadas 40°12′53″N 96°45′22″O / 40.21472, -96.75611. Según la Oficina del Censo de los Estados Unidos, el municipio tiene una superficie total de 86.06 km², de la cual 85,22 km² corresponden a tierra firme y (0,97 %) 0,84 km² es agua.

## Demografía
Según el censo de 2010, había 448 personas residiendo en el municipio de Riverside. La densidad de población era de 5,21 hab./km². De los 448 habitantes, el municipio de Riverside estaba compuesto por el 98,44 % blancos, el 0,67 % eran amerindios, el 0,22 % eran de otras razas y el 0,67 % eran de una mezcla de razas. Del total de la población el 0,45 % eran hispanos o latinos de cualquier raza.